# Bostra deplanata
Bostra deplanata är en insektsart som beskrevs av Ludwig Redtenbacher 1908. Bostra deplanata ingår i släktet Bostra och familjen Diapheromeridae. Inga underarter finns listade.